# Тапакуло маранонський
 Тапакуло маранонський (Melanopareia maranonica) — вид горобцеподібних птахів родини Melanopareiidae.

## Поширення
Вид поширений на півдні Еквадору (провінція Самора-Чинчипе) та на півночі Перу (регіон Кахамарка). Мешкає у тропічних і субтропічних дощових лісах та рідколіссях.

## Опис
Птах завдовжки 16 см та вагою 23 г. Спина та крила сірі. Махові та криючі коричневі з попелястими краями. Голова та хвіст червонувато-сірого забарвлення. Груди та черево цегляного кольору. Горло пісочного забарвлення. Між горлом та грудьми проходить чорна смуга у формі півмісяця. На лиці є чорна надбрівна смуга. Дзьоб чорний, лапки рожеві.